# Stricklands specht
Stricklands specht (Leuconotopicus stricklandi synoniem:Picoides stricklandi) is een vogel uit de familie van de spechten (Picidae). Deze vogel is genoemd naar de Engelse ornitholoog Hugh Edwin Strickland.

## Verspreiding en leefgebied
Deze soort is endemisch in centraal Mexico.

## Status
De grootte van de populatie is in 2019 geschat op 20.000-50.000 volwassen vogels. Op de Rode lijst van de IUCN heeft deze soort de status niet bedreigd.